# 德懷特·古登
德懷特·古登（英語：Dwight Gooden，1964年11月16日—），出生於佛羅里達州坦帕，美國職棒大聯盟退休球員，有K博士、古登博士之稱。古登是國家聯盟在80年代中、後期球場上最具主宰力的投手，然而他的職業生涯卻每況愈下，主要是因為飽受運動傷害及藥物濫用之苦。
古登為紐約大都會隊於1982年業餘選秀會第一輪選中的球員。1984登上大聯盟，隨即在當年的明星賽出賽，整年下來，成績結算為17勝9敗，防禦率僅僅只有2.60，更有276次三振，古登的成績讓他很輕鬆的在當年擊敗其他的新秀，甚至當年的國聯賽揚獎也榮獲第二高票的肯定。隔年，古登將成績更上一層樓，繳出了24勝4敗這個更驚人的成績，並且送出高達268次的三振，防禦率僅只有1.53，這樣的成績更是讓他拿下了1985年的國聯賽揚獎。古登在紐約大都會隊待了一共有11年球季之久，在11年中，為大都會隊貢獻了157場勝利，自責分率為3.10。

## 酒駕事件
2000年退休之後發生，2002、03年各一次，2005年先是發生毆打女友的家暴事件被捕，之後在坦帕開車時拒絕臨檢，警方通緝他重度酗酒下駕車，3日後自首，06年被捉到吸食古柯鹼而入獄，2010年在紐澤西州因酒駕肇事逃逸，之後遭警方逮捕。